# (1937) Locarno
(1937) Locarno (aussi nommé 1973 YA) est un astéroïde de la ceinture principale, découvert le 19 décembre 1973 par Paul Wild à l'observatoire Zimmerwald, en Suisse. 
Il a été nommé d'après la ville de Locarno, située dans le canton suisse du Tessin.